# Jacques Zadig
Jacques Robert William Zadig, född 1 april 1930 i Paris, död 14 juni 2023 i Sankt Johannes distrikt i Malmö, var en svensk målare och tecknare.

## Biografi
Zadig studerade på Essem-skolan i Malmö 1948–1949, på Det Kongelige Danske Kunstakademi i Köpenhamn 1950–1951 och som gäststudent på Kungliga Konsthögskolan i Stockholm samt genom självstudier under resor till Frankrike, Spanien och Italien. Han tilldelades Ellen Trotzigs stipendium 1953 och Skånes konstförenings stipendium 1960 och statens större arbetsstipendium 1966–1967. Separat ställde han ut på Malmö rådhus 1954, Galerie Leger i Stockholm 1964, Modern konst i hemmiljö i Stockholm och på Krognoshuset i Lund 1957 samt på Sveagalleriet i Stockholm 1967. Tillsammans med Ulla Borgström ställde han ut på Lilla konstsalongen 1955 och tillsammans med Knut Grane ställde han ut på Staffanstorps konsthall. Han var en aktiv utställare i Skånes konstförenings utställningar i Malmö och Lund. Han medverkade i Nationalmuseums utställning Unga tecknare några gånger på 1950- och 1960-talen samt i Sveriges allmänna konstförenings vårsalong i Stockholm samt Stockholmssalongerna på Liljevalchs konsthall 1964–1967. Han var tillsammans med Gerhard Nordström representerad i samlingsutställningen De otäcka på Lunds konsthall 1968. 
Zadig var verksam som målare och tecknare. Hans konst präglas av ett politiskt och socialt engagemang. I expressiva bilder, inspirerade av bland annat atombomben över Hiroshima och av Vietnamkriget, har han gett skräckfyllda skildringar av krig, förintelse och mänskligt lidande. Hans konst består även av landskapsskildringar utförda i olja, pastell, gouache eller som teckningar och grafik. 
Bland hans offentliga arbeten märks utsmyckningar för Skövde Kulturhus, två entréer i bostadsområdet Rosengård i Malmö, Kulturhuset i Umeå, Folkets Hus i Lund och Malmö allmänna sjukhus. För Postverket formgav han en serie frimärken 1980. Zadig är representerad vid bland annat Moderna museet i Stockholm, Kalmar konstmuseum, Postmuseum, Malmö museum, Länsmuseet Gävleborg, Konstmuseet i Skövde och Museo de la Solidaridad Salvador Allende.

## Familj
Zadig var son till svenske skulptören William Zadig och hans första hustru Maria da Gloria Capote Valente, sonson till fabrikören Philipp Zadig, brorson till företagsledaren Viggo Zadig och kusin till skådespelaren Fylgia Zadig. Han var gift med Margit Klinteberg (född 1928) och far till konstnären Dyveke Zadig (född 1953) och musikern Peter Zadig (1956–1985).